# ВБ Вагур
«ВБ Вагур» (дан. VB Vágur) — колишній фарерський футбольний клуб з міста Вагур, заснований у 1905 році. У 2005 році «ВБ Вагур» об'єднався з клубом «Сумба» у команду «ВБ/Сумба», на основі якої в 2010 році був заснований «Судурой».

## Історія
Клуб заснований у 1905 році. Найкращим результатом клубу є чемпіонський титул в 2000 році, а також здобуття національного кубка 1974 року. У 1995 році клуб об'єднався з командою «Сумба», утворивши «Сумба/ВБ», але об'єднання тривало лише один сезон. У 2005 відбулося друге злиття між «ВБ Вагур» та «Сумба», цього разу клуб отримав назву «ВБ/Сумба», який в свою чергу у 2010 році започаткував нову команду «Судурой».

## Досягнення
- Чемпіон Фарерських островів: 2000
- Кубок Фарерських островів:
  - Володар: 1974
  - Фіналіст: 1956, 1977, 1997

## Виступи у єврокубках
| Сезон   | Турнір              | Раунд | Клуб             | Рахунок  |
| ------- | ------------------- | ----- | ---------------- | -------- |
| 1999    | Кубок Інтертото     | 1Р    | «Брно»           | 0:3, 1:3 |
| 2001/02 | Ліга чемпіонів УЄФА | 1Р    | «Славія» (Мозир) | 0:0, 0:5 |